# Höfelmayrkapelle

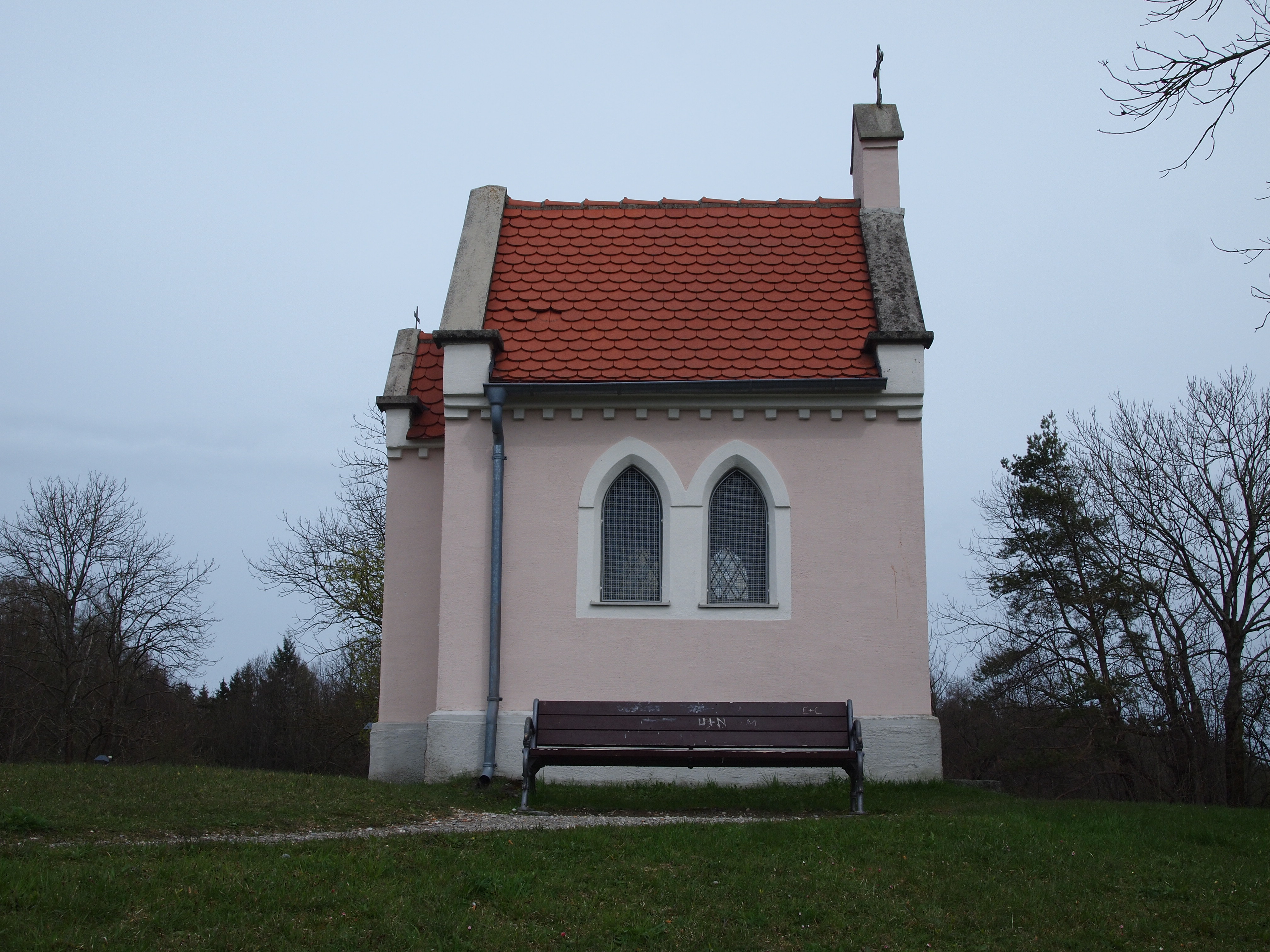
Kaufbeuren, Höfelmayr-Kapelle

Die Höfelmayrkapelle steht im Osten der Stadt Kaufbeuren an der Augsburger Straße auf einem Hochufer der Wertach. Von ihrem erhobenen Standort hat man einen weiten Blick über die Stadt Kaufbeuren im Westen und die Alpen bzw. das Alpenvorland im Süden.

## Geschichte
Die Kapelle wurde von Johann Nepomuk Höfelmayr, geboren im Jahr 1815 in Oberbeuren, erbaut. Johann Höfelmayr war ein wohlhabender Gutsbesitzer in der Kaufbeurer Vorstadt, rechts der Wertach. Nachdem seine erste Frau im Jahr 1857 verstorben war, wollte er eine Kapelle in aussichtsreicher Lage über dem Wertachtal errichten, in treuer Erinnerung an seine Ehefrau. Die Stadt Kaufbeuren stellte ihm für diesen Zweck ein Grundstück zur Verfügung, bis zum Herbst 1858 musste der Bau der Kapelle beendet sein. Nach Beendigung der Arbeiten ging die Kapelle anschließend in den Besitz der katholischen Kirchenverwaltung von St. Martin ein. Nach dem Zweiten Weltkrieg wurde das Grundstück an die Stadt Kaufbeuren getauscht und die Kapelle wurde renoviert.
Johann Nepomuk Höfelmayr heiratete 1866 seine zweite Frau. Im Jahr 1870 wurde Johann Höfelmayr in einem Waldstück zwischen Kaufbeuren und Kleinkemnat von seinem neuen Schwager ermordet. Am Tatort erinnert ein Steindenkmal an das Verbrechen.

## Sehenswertes
Die Höfelmayrkapelle wurde im neugotischen Stil errichtet und mit Wand- und Deckenmalereien verziert. Seit dem Jahr 1981 wird die Kapelle auch in der neuen Denkmalschutzliste aufgelistet.